# Carme Massana i Calvete
Carme Massana i Calvete (Barcelona, 1942 - 2016) va ser una economista catalana que va contribuir al coneixement de l'economia dels temps de la II República i la guerra civil, així com de la propietat urbana a Barcelona.

## Trajectòria
Llicenciada, doctora i professora per la Universitat de Barcelona, s'especialitzà en l'estudi de Barcelona, tant des del punt de vista econòmic com urbanístic. Va contribuir al coneixement de l'economia dels temps de la II República i la guerra civil, així com de la propietat urbana a Barcelona.
Te treballs de recerca o de proposta sobre la concepció d’esquerres de la ciutat, així com l'estat de benestar i la condició treballadora, utilitzant eines del marxisme. Deixebla d’Ernest Lluch i col·laboradora de Francesc Roca, ha influït en geògrafs crítics com Oriol Nel·lo i Horacio Capel i en historiadors. Activa militant ja en la clandestinitat al PSUC, i després al PSUC viu. Formà part del col·lectiu Enric Cerdà, col·laboradora de diverses mitjans com Revista de Geografia de Catalunya, L’Avenç, CAU, Recerques, Nous Horitzons i premsa
Com a professora de política econòmica explicava a partir de Kalecki i Joan Robinson, per tant des de posicions keynesianes i marxistes.
La tesi doctoral se centra en el paper central de la propietat i, per tant, de la renda absoluta i relativa, en la conformació de la ciutat, en contraposició a vegades amb la indústria. La recerca ja partia de la seva anàlisi de la figura de Manuel Escudé i Bartolí i del municipalisme posterior, els decrets de S'Agaró i el de municipalització del sòl. Denuncià les ciutats satèl·lits com no-ciutats (per exemple Sant Ildefons) i les condicions de vida dels obrers i els cicles de les vagues en el context general del cicle econòmic. La seva visió municipalista lligada a la tradició anglesa (William Morris) i centreuropea va contribuir a dissenyar una part de les línies aplicades per les forces d’esquerra durant la transició.
El 12 de març de 2018 se li va fer un acte de record i homenatge organitzat per la Societat Catalana d'Economia i la Societat Catalana de Geografia a l'Institut d'Estudis Catalans.